# Valjouze
Valjouze település Franciaországban, Cantal megyében. Lakosainak száma 24 fő (2022. január 1.). Valjouze Ferrières-Saint-Mary és Talizat községekkel határos.

## Népesség
A település népessége az elmúlt években az alábbi módon változott:
| Lakosok száma | 54   | 36   | 23   | 26   | 24   | 23   | 24   | 24   | 23   | 24   |
|               | 1968 | 1982 | 1999 | 2006 | 2011 | 2015 | 2017 | 2018 | 2020 | 2022 |